# Gary Moya
Gary Germain Moya Sandoval (Viña del Mar, Chile, 23 de octubre de 2001-) es un futbolista chileno que juega en la posición de mediocampista central. Actualmente milita en Rangers de la Primera B de Chile.

## Trayectoria
Realizó su formación de juvenil en el club Everton de Viña del Mar, y su debut profesional fue un partido disputado frente a Unión Española por la fecha 24 del torneo de Primera División de Chile 2020.

## Estadísticas
| Club            | Div.          | Temporada     | Liga  | Liga  | Copas nacionales | Copas nacionales | Torneos internacionales | Torneos internacionales | Total | Total |
| Club            | Div.          | Temporada     | Part. | Goles | Part.            | Goles            | Part.                   | Goles                   | Part. | Goles |
| --------------- | ------------- | ------------- | ----- | ----- | ---------------- | ---------------- | ----------------------- | ----------------------- | ----- | ----- |
| Everton · Chile | 1.ª           | 2020          | 11    | 1     | —                | —                | —                       | —                       | 11    | 1     |
| Everton · Chile | 1.ª           | 2021          | 23    | 1     | 7                | 0                | —                       | —                       | 30    | 1     |
| Everton · Chile | 1.ª           | 2022          | 6     | 0     | —                | —                | 3                       | 0                       | 9     | 0     |
| Everton · Chile | Total club    | Total club    | 40    | 2     | 7                | 0                | 3                       | 0                       | 50    | 2     |
| Total carrera   | Total carrera | Total carrera | 40    | 2     | 7                | 0                | 3                       | 0                       | 50    | 2     |
| 1. 2. 3.        |               |               |       |       |                  |                  |                         |                         |       |       |